# Trachypus flexicaulis
Trachypus flexicaulis là một loài rêu trong họ Trachypodaceae. Loài này được (Wilson) Mitt. mô tả khoa học đầu tiên năm 1859.